# Unión Sudafricana de Rugby
La South African Rugby Union (SARU) es la asociación reguladora del rugby en ese país creada en 1992 y con sede en Ciudad del Cabo.

## Reseña histórica
En 1948, una unión sudafricana antecesora a la SARU se afilia al órgano mundial International Rugby Football Board hoy World Rugby al igual que las uniones de Australia y Nueva Zelanda.
Fue creada como South African Rugby Football Union (SARFU) en 1992 con la fusión de la South African Rugby Union antigua (SARU) y la South African Rugby Board (SARB) con un carácter unificado, sustituyendo así, a varias entidades similares que representaban a una parte de la población. Ese mismo año se afilia a la International Rugby Board, hoy World Rugby.
La SARFU organiza la Copa Mundial de Rugby de 1995 participando por primera vez en una edición de la Copa del Mundo y la gana después de vencer a los All Blacks en tiempo extra en el partido por la final por 15 - 12. Hasta ese entonces, la selección nacional tenía vedado el ingreso a la competición debido a sanciones impuestas por su política de Apartheid vigente hasta 1992.
En 1996 junto a la Australian Rugby Union y New Zealand Rugby funda la Sanzar, una asociación tripartita de las potencias del Hemisferio Sur que organiza un torneo anual de equipos (franquicias) y otro de selecciones.